# Argenis Rodríguez
Argenis Rodríguez (Santa María de Ipire, Venezuela, 27 de noviembre de 1935- San Juan de los Morros, 6 de marzo de 2000) fue un escritor venezolano que publicó varias obras, entre las que destacaron Entre las breñas y Escrito con odio.En la década de 1960 Rodríguez se unió a la guerrilla venezolana, sin embargo, abandonó la lucha armada para convertirse en un feroz crítico de esta y de algunos dirigentes guerrilleros.Algunas de sus obras generaron polémica y escándalo, despertando la crítica desde diversos sectores.Rodríguez se suicidó en el 2000.

## Biografía
Nació en Santa María de Ipire en el estado Guárico en 1935. Posteriormente, se trasladó a Caracas, donde laboró en diversos empleos y empezó a desarrollar un interés en la escritura.Años después Rodríguez se unió al Partido Comunista de Venezuela y luego a grupos guerrilleros en las montañas de El Charal aunque a los pocos meses abandonó la lucha armada y fue arrestado por sus actividades con grupos insurgentes. Luego de su periodo en la guerrilla se dedicó a la escritura publicando algunos libros, pero algunas editoriales se negaron a publicar sus escritos por su contenido violento y estilo agresivo.Incluso, según Rodríguez, algunos editores fueron amenazados para evitar que se reeditaran ediciones de sus obras.
En la década de 1960 publicó sus libros, Entre las breñas y Donde los ríos se bifurcan, donde describió la mala situación y dirección de los grupos guerrilleros, llegando a mencionar la anarquía, carencias, deserciones y la incapacidad de los dirigentes.Su libro Entre las breñas fue muy criticado por algunos de los miembros de la izquierda que aún se mantenían en la guerrilla. Llegó a ser calificada como «literatura conciliadora, renegada» y «literatura de la derrota».
Años después partió a viajes por Sudamérica y Europa, donde mantiene contactos con diversos escritores y artistas.En su estancia en Europa conoció al escritor español Camilo José Cela quien lo ayudó a publicar uno de sus libros.Posteriormente, publicó su novela La fiesta del embajador, donde se satirizó a escritores venezolanos contemporáneos, despertando nuevamente críticas sobre su obra.A su regreso a Venezuela desde la década de 1970 trabajó como periodista colaborando con diversos medios como en publicaciones del Consejo Nacional de la Cultura y con periodistas como Rafael Poleo y Ramón J. Velásquez.
Desde 1972 mantuvo una columna conocida como Memorias de Argenis Rodríguez. Ese mismo año fue publicado por el diario Últimas Noticias su cuento «El niñito no sabe lo que hace», donde se narraban las relaciones sexuales de un niño y la trabajadora doméstica que lo cuidaba.Tras la publicación del cuento se desató una polémica en torno al mismo por su contenido, además de que la publicación estaba ilustrada con dibujos considerados obscenos de Pablo Picasso.Diversas organizaciones de carácter religioso mostraron su descontento con el cuento y encabezaron una denuncia por la promoción de pornografía, lo que provocó la detención por 4 semanas de José Ratto-Ciarlo, editor del periódico.
Ante las críticas de algunos sectores de la izquierda por sus anteriores libros sobre la guerrilla, publicó en 1977 su libro Escrito con odio. En la obra Rodríguez responsabilizó a los principales dirigentes de la lucha armada por el fracaso de la misma y la cantidad de vidas perdidas inútilmente en la guerrilla. Entre los principales señalados por el escritor se encontraban los dirigentes Teodoro Petkoff y Pompeyo Márquez.
Entre otras de sus publicaciones que resaltó fue su novela Febrero donde relata la vida de un criminal y los sucesos del Caracazo. Con el paso de los años, Rodríguez siguió colaborando con la prensa y escribiendo obras. Se suicidó el 6 de marzo de 2000.

## Legado
Algunos autores han considerado a Rodríguez como uno de los máximos representantes de la literatura testimonial de la guerrilla venezolana y la literatura de la violencia.Debido a las constantes polémicas que levantaron sus escritos, su estilo de vida y su muerte, algunos llegaron a considerarlo como un «poeta maldito».
Otros autores, por su parte, tuvieron una visión negativa de su obra. El dirigente y guerrillero Diego Salazar en su libro Después del túnel criticó a Rodríguez por estar solo tres meses en la guerrilla para luego publicar sus libros, irse a Europa y dedicarse «a vivir de su emocionante experiencia».Mientras que el guerrillero Gustavo Villaparedes mencionó que algunos de los detalles que describió Rodríguez en sus libros pudieron servir a los órganos de seguridad del Estado para recabar información sobre los grupos insurgentes.

## Obras
- El tumulto, 1961.[1][10][12]
- Sin cielo y otros relatos, 1962.[1][10][12]
- Entre las breñas, 1964.[1][10][12]
- Donde los ríos se bifurcan, 1965.[1][10][12]
- La fiesta del embajador, 1968.[1][10][12]
- Gritando su agonía, 1970
- Bajo los cielos sin tiempo, 1971
- Memorias, tomo I, 1972
- Los caminos nocturnos: diario onírico , 1973
- Memorias, tomo II, 1974
- Obras escogidas, tomo I, 1974
- Otra confesión. Maldiciones, 1976
- El regreso, 1976
- Escrito con odio, 1977.[1][10][12]
- La ciudad desnuda 1978
- El viento y la lluvia, 1978
- Breve relación de la destrucción de un país, trilogía compuesta por:
  - Relajo con energía, 1980.[1][10][12]
  - La amante del presidente, 1980.[1][10][12]
  - El juicio final, 1980
- Palabras con el inmortal, 1982
- El ángel del pozo sin fondo, 1984
- El vuelo de Los gavilanes, 1985
- Como hierba es el pueblo, 1988
- Febrero, 1990
- Cruz de silencio, 1990
- La trágica verdad del escritor, 1991
- Poder, 1992
- La caída de un presidente, 1994
- El hombre y su imagen. La mujer y su imagen, 1994
- El asesinato del presidente, 1995
- La soledad del guerrillero, 1998
- Palabras de mujer, 1998
- Milenio, 2000